# 高森牛
高森牛（たかもりぎゅう）は、山口県岩国市周東地域で生産される牛肉の銘柄である。

## 歴史
1999年に地域ブランドとなった。

## 高森牛の定義（第1条）
玖西食肉研究会が高森牛の生産・出荷管理等を一元管理している。

周東町は、明治の初期から食肉産業が盛んで、とくに高森町時代になってからは「高森の肉」として有名であった。この伝統を受け継ぎ周東町食肉産業の発展に寄与する目的で、食肉業者共通の牛肉ブランドとして高森牛と命名する。
- 高森牛は、研究会の会員が、規約で定められた品質基準を満たした生体牛を、次に示す場所でと畜解体処理した牛肉のみを高森牛と言う。
  - １，山口県　岩国市周東食肉センター・なお、各種品評会及び山口県和牛ブランド推進協議会等で枝肉の格付けを必要とする場合（周東食肉センターが格付けを取得するまでの期間）、または天災等の事象で周東食肉センターでのと畜が困難な場合は以下の施設で第２条を満たす場合のみ可能である。
    - １，広島県　広島市中央卸売市場食肉市場
    - ２，大阪府　大阪市中央卸売市場南港市場
    - ３，兵庫県　加古川食肉公社

  - 輸出用にと畜解体する場合以下の施設で第２条を満たす場合のみ可能である。
    - １， 兵庫県　和牛マスター株式会社　　　

  - 全国和牛能力共進会等出品の場合は、その年度初めの研究会で承認をしたと畜場及び市場で第２条を満たす場合のみ可能である。

## 対象食肉の生産地（第2条）
山口県内とする。なお、指定した周東食肉センター以外でのと畜については最終肥育地、かつ飼養期間（子牛育成＋肥育期間）の1/2以上が山口県東部（岩国市・和木町・周防大島町・柳井市・光市・周南市・平生町・田布施町）で飼養されていること。
玖西食肉研究会員（牛の所有者）がと畜の申請を行い、枝肉の購買者であること。同一の研究会員でなくともよい。

## 品質基準（第3条）
品種　交雑種(F1)、黒毛和種
年齢　交雑種(F1)30ヶ月未満、黒毛和種40ヶ月未満
生体規格　
研究会が指定した飼料の給与及び肥育マニュアルを遵守した契約農場または指定農場の健康牛でなければならない。
　繁殖に供した牛は除く。
　概ね、交雑種550kg以上、黒毛和種500kg以上であること。
品質規格交雑種はB2、B3、相当以上であること。黒毛和種はA4、相当以上であること。

## 品種別の表示法（第5条）
高森牛の品種は品質基準に記載しているものであるが、品種の区別を表示する場合は次の様に表示してよいものとする。
- 高森和牛（黒毛和種）
- 高森交雑牛（交雑種）